# 男子第56回・女子第51回全日本学生バスケットボール選手権大会
男子第56回・女子第51回 全日本学生バスケットボール選手権大会（だんしだい56かい・じょしだい51かい ぜんにほんがくせいバスケットボールせんしゅけんたいかい）は、2004年11月29日から12月5日まで7日間にわたって国立代々木競技場第一・第二体育館で行われた全日本学生バスケットボール選手権大会。
今大会より出場校を4ブロックに分けて予選を行い各ブロックを勝ち上がった4チームによる総当たりの決勝リーグで優勝チームを決める従来の方式から完全なるトーナメント制へと方式が改められた。また出場校数が男女各48校から各32校へと削減された。

## 日程
- 11月29日 - 男女1回戦
- 11月30日 - 男女1回戦
- 12月1日 - 男女2回戦
- 12月2日 - 男女3回戦
- 12月3日 - 男女5～8位決定戦・女子準決勝
- 12月4日 - 男女順位決定戦・男子準決勝
- 12月5日 - 男女3位決定戦・男女決勝・閉会式

## 会場
- 代々木第一体育館
- 代々木第二体育館

## 出場校

### 男子
北海道・東北
- 北海道1位 札幌大学（19年連続32回目）
- 北海道2位 北海道教育大学岩見沢校（2年連続2回目）
- 東北1位 東北学院大学（11年連続42回目）
- 東北2位 秋田経済法科大学（5年連続18回目）

関東
- 関東1位 慶應義塾大学（7年連続48回目）
- 関東2位 専修大学（20年連続39回目）
- 関東3位 日本体育大学（48年連続48回目）
- 関東4位 法政大学（5年連続44回目）
- 関東5位 日本大学（53年連続53回目）
- 関東6位 大東文化大学（9年連続14回目）
- 関東7位 東海大学（5年連続12回目）
- 関東8位 青山学院大学（22年連続28回目）
- 関東9位 早稲田大学（5年連続49回目）
- 関東10位 筑波大学（56年連続56回目）
- 関東11位 拓殖大学（34年連続34回目）
- 関東12位 明治大学（11年連続51回目）
- 関東13位 順天堂大学（23年連続26回目）

北信越・東海
- 北信越1位 金沢工業大学（5年連続18回目）
- 北信越2位 金沢大学（2年ぶり36回目）
- 東海1位 愛知学泉大学（17年連続17回目）
- 東海2位 中京大学（10年連続43回目）
- 東海3位 浜松大学（2年ぶり4回目）

近畿
- 関西1位 京都産業大学（34年連続34回目）
- 関西2位 近畿大学（26年連続44回目）
- 関西3位 大阪産業大学（4年連続4回目）
- 関西4位 甲南大学（3年連続20回目）

中国・四国
- 中国1位 徳山大学（2年連続2回目）
- 中国2位 倉敷芸術科学大学（4年ぶり4回目）
- 四国1位 愛媛大学（6年ぶり7回目）

九州
- 九州1位 九州産業大学（7年連続32回目）
- 九州2位 九州国際大学（5年連続10回目）
- 九州3位 鹿屋体育大学（8年連続13回目）

### 女子
北海道・東北
- 北海道1位 札幌大学（5年連続17回目）
- 北海道2位 北海道浅井学園大学（5年連続30回目）
- 東北1位 東北学院大学（16年連続23回目）
- 東北2位 仙台大学（7年連続10回目）

関東
- 関東1位 筑波大学（50年連続50回目）
- 関東2位 日本体育大学（50年連続50回目）
- 関東3位 専修大学（21年連続21回目）
- 関東4位 早稲田大学（14年連続16回目）
- 関東5位 日本女子体育大学（50年連続50回目）
- 関東6位 松蔭大学（3年連続3回目）
- 関東7位 白鷗大学（9年連続9回目）
- 関東8位 東京女子体育大学（17年連続32回目）
- 関東9位 玉川大学（5年連続5回目）
- 関東10位 東京学芸大学（5年連続31回目）
- 関東11位 青山学院大学（20年連続41回目）

北信越
- 北信越1位 信州大学（7年連続17回目）
- 北信越2位 長野経済短期大学（3年連続8回目）

東海
- 東海1位 桜花学園大学（8年連続10回目）
- 東海2位 愛知学泉大学（24年連続47回目）
- 東海3位 愛知大学（2年ぶり6回目）

近畿
- 関西1位 武庫川女子大学（20年連続39回目）
- 関西2位 大阪人間科学大学（28年連続28回目）
- 関西3位 立命館大学（10年連続10回目）
- 関西4位 大阪体育大学（35年連続35回目）
- 関西5位 天理大学（4年連続29回目）

中国・四国
- 中国1位 徳山大学（13年連続14回目）
- 中国2位 広島大学（10年連続26回目）
- 四国1位 愛媛女子短期大学（初出場）

九州
- 九州1位 鹿屋体育大学（12年連続17回目）
- 九州2位 西南女学院大学（3年連続3回目）
- 九州3位 福岡教育大学（11年連続25回目）
- 九州4位 沖縄国際大学（3年連続6回目）

## 試合結果
- Y2…代々木第二体育館
- Y1…代々木第一体育館（A・B）

### 男子
1回戦
| 日時      | Y2                                     | Y1B                            |
| --------- | -------------------------------------- | ------------------------------ |
| 29日12:00 | ー                                     | 札幌大 50 - 69 愛知学泉大      |
| 29日13:30 | ー                                     | 拓殖大 92 - 66 倉敷芸術科学大  |
| 29日15:00 | 東北学院大 79 - 108 青山学院大         | 明治大 90 - 72 浜松大          |
| 29日16:30 | 東海大 103 - 54 九州国際大             | 鹿屋体育大 69 - 84 早稲田大    |
| 29日18:00 | 徳山大 51 - 102 大東文化大             | 日本大 119 - 61 愛媛大         |
| 30日12:00 | ー                                     | 金沢大 60 - 64 近畿大          |
| 30日13:30 | ー                                     | 中京大 67 - 77 順天堂大        |
| 30日15:00 | 日本体育大 107 - 59 大阪産業大         | 秋田経済法科大 80 - 95 筑波大  |
| 30日16:30 | 甲南大 77 - 83 専修大                  | 京都産業大 113 - 83 九州産業大 |
| 30日18:00 | 慶應義塾大 127 - 60 北海道教育大岩見沢 | 金沢工業大 55 - 77 法政大      |

2回戦
| 日時     | Y2                        | Y1B                       |
| -------- | ------------------------- | ------------------------- |
| 1日12:00 | ー                        | 明治大 68 - 83 青山学院大 |
| 1日13:30 | ー                        | 東海大 83 - 66 愛知学泉大 |
| 1日15:00 | 日本体育大 84 - 56 筑波大 | 拓殖大 68 - 67 大東文化大 |
| 1日16:30 | 京都産業大 76 - 98 専修大 | 日本大 84 - 74 早稲田大   |
| 1日18:00 | 慶應義塾大 89 - 53 近畿大 | 順天堂大 80 - 93 法政大   |

3回戦
| 日時     | Y2                             | Y1                        |
| -------- | ------------------------------ | ------------------------- |
| 2日16:20 | 東海大 69 - 77 専修大          | 日本大 87 - 77 法政大     |
| 2日18:00 | 慶應義塾大 101 - 89 青山学院大 | 日本体育大 73 - 94 拓殖大 |

5～8位決定戦
| 日時     | Y2                        |
| -------- | ------------------------- |
| 3日13:00 | 東海大 70 - 83 日本体育大 |
| 3日14:40 | 法政大 99 - 87 青山学院大 |

7位決定戦
| 日時     | Y2                        |
| -------- | ------------------------- |
| 4日13:20 | 東海大 94 - 78 青山学院大 |

5位決定戦
| 日時     | Y2                        |
| -------- | ------------------------- |
| 4日15:00 | 日本体育大 88 - 73 法政大 |

準決勝
| 日時     | Y2                        |
| -------- | ------------------------- |
| 4日16:40 | 拓殖大 71 - 89 専修大     |
| 4日18:20 | 慶應義塾大 82 - 79 日本大 |

3位決定戦
| 日時     | Y2                    |
| -------- | --------------------- |
| 5日12:40 | 日本大 81 - 78 拓殖大 |

決勝
| 日時     | Y2                        |
| -------- | ------------------------- |
| 5日16:00 | 慶應義塾大 77 - 72 専修大 |

### 女子
1回戦
| 日時      | Y2                              | Y1A                                  |
| --------- | ------------------------------- | ------------------------------------ |
| 29日10:30 | 大阪体育大 73 - 85 専修大       | ー                                   |
| 29日12:00 | 立命館大 76 - 45 愛知大         | 日本女子体育大 76 - 56 仙台大        |
| 29日13:30 | 札幌大 45 - 72 大阪人間科学大   | 広島大 67 - 62 西南女学院大          |
| 29日15:00 | ー                              | 愛知学泉大 135 - 40 北海道浅井学園大 |
| 29日16:30 | ー                              | 長野経済短大 62 - 65 東京女子体育大  |
| 29日18:00 | ー                              | 桜花学園大 81 - 45 青山学院大        |
| 30日10:30 | 武庫川女子大 73 - 65 東京学芸大 | ー                                   |
| 30日12:00 | 沖縄国際大 35 - 108 日本体育大  | 玉川大 80 - 57 東北学院大            |
| 30日13:30 | 筑波大 115 - 52 徳山大          | 早稲田大 69 - 41 福岡教育大          |
| 30日15:00 | ー                              | 天理大 53 - 81 松蔭大                |
| 30日16:30 | ー                              | 白鷗大 75 - 65 信州大                |
| 30日18:00 | ー                              | 愛媛女子短大 64 - 85 鹿屋体育大      |

2回戦
| 日時     | Y2                           | Y1A                                   |
| -------- | ---------------------------- | ------------------------------------- |
| 1日10:30 | 武庫川女子大 104 - 63 松蔭大 | ー                                    |
| 1日12:00 | 白鷗大 77 - 76 日本体育大    | 愛知学泉大 54 - 57 専修大             |
| 1日13:30 | 筑波大 83 - 57 玉川大        | 立命館大 65 - 40 広島大               |
| 1日15:00 | ー                           | 日本女子体育大 60 - 67 大阪人間科学大 |
| 1日16:30 | ー                           | 桜花学園大 81 - 50 東京女子体育大     |
| 1日18:00 | ー                           | 早稲田大 54 - 82 鹿屋体育大           |

3回戦
| 日時     | Y2                              | Y1                                  |
| -------- | ------------------------------- | ----------------------------------- |
| 2日13:00 | 立命館大 99 - 100 白鷗大（WOT） | 桜花学園大 57 - 80 鹿屋体育大       |
| 2日14:40 | 筑波大 90 - 86 専修大（WOT）    | 武庫川女子大 51 - 71 大阪人間科学大 |

5～8位決定戦
| 日時     | Y1                                    |
| -------- | ------------------------------------- |
| 3日15:30 | 武庫川女子大 78 - 73 桜花学園大（OT） |
| 3日17:10 | 立命館大 60 - 63 専修大               |

準決勝
| 日時     | Y2                            |
| -------- | ----------------------------- |
| 3日16:20 | 大阪人間科学大 76 - 62 白鷗大 |
| 3日18:00 | 筑波大 78 - 68 鹿屋体育大     |

7位決定戦
| 日時     | Y2                          |
| -------- | --------------------------- |
| 4日10:00 | 桜花学園大 68 - 75 立命館大 |

5位決定戦
| 日時     | Y2                          |
| -------- | --------------------------- |
| 4日11:40 | 武庫川女子大 67 - 81 専修大 |

3位決定戦
| 日時     | Y2                        |
| -------- | ------------------------- |
| 5日11:00 | 鹿屋体育大 94 - 68 白鷗大 |

決勝
| 日時     | Y2                                  |
| -------- | ----------------------------------- |
| 5日14:20 | 筑波大 69 - 65 大阪人間科学大（OT） |

## 順位
| 順位   | 男子         | 男子          | 女子             | 女子          |
| 順位   | 大学名       | 備考          | 大学名           | 備考          |
| ------ | ------------ | ------------- | ---------------- | ------------- |
| 優勝   | 慶應義塾大学 | 45年ぶり6回目 | 筑波大学         | 17年ぶり8回目 |
| 準優勝 | 専修大学     |               | 大阪人間科学大学 |               |
| 3位    | 日本大学     |               | 鹿屋体育大学     |               |
| 4位    | 拓殖大学     |               | 白鷗大学         |               |
| 5位    | 日本体育大学 |               | 専修大学         |               |
| 6位    | 法政大学     |               | 武庫川女子大学   |               |
| 7位    | 東海大学     |               | 立命館大学       |               |
| 8位    | 青山学院大学 |               | 桜花学園大学     |               |

## 表彰
| タイトル       | 男子       | 男子               | 男子                        | 女子                         | 女子                                             | 女子                        |
| タイトル       | 選手名     | 所属               | 備考                        | 選手名                       | 所属                                             | 備考                        |
| -------------- | ---------- | ------------------ | --------------------------- | ---------------------------- | ------------------------------------------------ | --------------------------- |
| 得点王         | 竹内公輔   | 慶應義塾大№13、2年 | 85点                        | 永石春奈                     | 鹿屋体育大№7、3年                                | 81点                        |
| 3P王           | 末廣潤     | 法政大№11、2年     | 16本                        | 永石春奈 川村良子            | 鹿屋体育大№7、3年 専修大№5、4年                  | 15本                        |
| リバウンド王   | 竹内公輔   | 慶應義塾大№13、2年 | OFF25REB DEF40REB 合計65REB | 西里真由美                   | 鹿屋体育大№4、4年                                | OFF11REB DEF28REB 合計39REB |
| アシスト王     | 小川伸也   | 法政大№5、3年      | 19本                        | 平田紘美 小川菜実子 長滝希衣 | 鹿屋体育大№8、3年 白鷗大№10、2年 立命館大№9、3年 | 15本                        |
| ディフェンス王 | 伊藤拓郎   | 拓殖大№5、3年      |                             | 稲本聡子                     | 大阪人間科学大№6、2年                            |                             |
| 優秀選手       | 石田剛規   | 慶應義塾大№5、4年  |                             | 鈴木あゆみ                   | 筑波大№17、1年                                   |                             |
| 優秀選手       | 竹内公輔   | 慶應義塾大№13、2年 |                             | 稲本聡子                     | 大阪人間科学大№6、2年                            |                             |
| 優秀選手       | 波多野和也 | 専修大№10、4年     |                             | 平田紘美                     | 鹿屋体育大№8、3年                                |                             |
| 優秀選手       | 日下光     | 日本大№4、4年      |                             | 花田裕美                     | 白鷗大№6、3年                                    |                             |
| MIP            | 志村雄彦   | 慶應義塾大№4、4年  |                             | 田渕明日香                   | 筑波大№4、4年                                    |                             |
| 敢闘賞         | 中川和之   | 専修大№6、4年      |                             | 石川誓                       | 大阪人間科学大№4、4年                            |                             |
| MVP            | 志村雄彦   | 慶應義塾大№4、4年  |                             | 田渕明日香                   | 筑波大№4、4年                                    |                             |